# Medicina Plinii
Die Medicina Plinii ist eine Sammlung medizinischer Heilmittel, die Anfang des 4. Jahrhunderts ein unbekannter Autor, der als Plinius Secundus Junior bezeichnet wird, in lateinischer Sprache erstellt hat. Eine persönliche Verbindung des Autors zu Plinius dem Älteren oder dessen Neffen Plinius dem Jüngeren besteht nicht.

## Inhalt
Der Text gliedert sich in ein Vorwort und 3 Bücher, in denen Medikamente und Behandlungen nach Beschwerden geordnet aufgezählt werden. Diese sind in Buch 1 und 2 nach dem auch schon im Papyrus Edwin Smith (um 1500 v. Chr.) anzutreffenden Schema „von Kopf bis Fuß“ (a capite ad calcem bzw. Vom Scheitel bis zur Sohle), von Kopfschmerz bis Hühnerauge angeordnet. Danach folgen Beschwerden, die den ganzen Körper betreffen wie Fieber, Hautkrankheiten, Gifte und Tierbisse.

### Das Vorwort
Das Buch wendet sich an den Laien, der dadurch – insbesondere auf Reisen – von den Ärzten unabhängig werden soll. Die Schelte der Geldgier und Unfähigkeit der Ärzte erinnert an ähnliche Ausführungen NH 29/11.

### Die Krankheiten
Symptome wie Husten (1, 24), Krankheiten wie Schwindsucht (2, 1), Parasitenbefall und kosmetische Rezepte wie Schwarzfärben der Haare (1, 5) sind ungeordnet nebeneinandergestellt. Die Bezeichnungen sind teils griechisch (z. B. 1, 8 Epiphoris), teils lateinisch (z. B. 1, 6 Avricvlis). Häufig wird die Erkrankung nicht definiert oder beschrieben.

### Die Heilmittel
Die Heilmittel umfassen pflanzliche, tierische und mineralische Stoffe aus der Medizin und der Volksmedizin, Stoffe aus der Dreckapotheke und Elemente der magischen Medizin.
Von den 1153 aufgeführten Stoffen fallen 53,7 % auf die Volksmedizin, 12,0 % auf die rationelle Medizin, 23 % auf die magische Medizin und 8 % auf die Dreckapotheke.

#### Rationelle Medizin und Volksmedizin
Rationelle Medizin hat ihren Ursprung bei Hippokrates von Kos im 5./4. Jahrhundert v. Chr., der Prinzipien der Heilkunde unter Vernachlässigung übernatürlicher Ideen systematisierte. Der durch die hippokratische Medizin (im Corpus Hippocraticum) und die Schule von Alexandria ermöglichte Fortschritt fand seine Weiterführung unter anderem im Lexikon von Aulus Cornelius Celsus im 1. Jahrhundert n. Chr.
Als rationell werden Medikamente und Vorschriften betrachtet, die dem Verständnis der heutigen Medizin entsprechen, so bei Hautausschlag der Rat, Hautkontakt mit dem Erkrankten zu meiden und eine schwefelhaltige Paste. Die Volksmedizin reicht von Stoffen wie Kanthariden und Bryonia, die auch heute vom Heilpraktiker verwendet werden, bis zu Igelasche in Öl u. ä., die aus dem Gebrauch gekommen sind (1, 18).

#### Magische Medizin
Die magischen Vorschriften reichen von Gebräuchen wie „Pflücken mit der linken Hand“ (3, 23) bis zu massiven Praktiken (3, 21):
„dantur carnes edendae bestiae occisae eo ferramento quo homo ante occisus est.“
„Man gibt das Fleisch eines wilden Tieres zu essen, das mit dem Messer getötet worden ist, mit dem vorher ein Mensch ermordet worden ist.“ (Übersetzung Gertler)
Die gesamte magische Medizin stammt aus der NH des Plinius. Plinius Secundus Junior verschiebt aber die Akzente dadurch, dass er diese magischen Mittel unverhältnismäßig oft benutzt. Überdies empfiehlt Plinius diese Mittel häufig nicht, sondern führt sie nur auf. Manchmal distanziert er sich auch. So kommentiert er ein magisches Rezept, man solle es probieren, „da ein gewisses Maß an Hoffnung im Elend Freude gewährt“ (NH 30, 104). Plinius Secundus Junior hingegen empfiehlt seine Rezept ohne Vorbehalt.

#### Dreckapotheke
Die Medicina Plinii enthält zahlreiche Stoffe der Dreckapotheke, Urin verschiedener Lebewesen einschließlich des Menschen, Tierkot, Mist, Ohrschmutz etc. Die Stoffe werden bereits in der NH des Plinius angeführt.

## Weiterverwendung und Textüberlieferung
Marcellus Empiricus übernahm Anfang des fünften Jahrhunderts etwa 400 Rezepte fast wörtlich in sein Werk De Medicamentis. Die Schrift ist in zahlreichen Handschriften aus dem 8. bis 12. Jahrhundert überliefert. Die älteste ist der Codex Sangallensis 751 (9. Jahrhundert).
Teile der Medicina Plinii sind in der Physica Plinii enthalten, einer späteren Kompilation medizinisch-pharmazeutischer Texte. Auch diese ist in zahlreichen Handschriften erhalten und wurde erstmals 1509 von Tommaso Pighinucci in einer gedruckten Fassung herausgegeben. Die Medicina Plinii wurde hingegen erst 1875 von Valentin Rose herausgegeben. 1964 erschien die reich kommentierte Ausgabe von Alf Önnerfors.

## Textausgaben und Übersetzungen
- Valentin Rose: Plinii secundi quae fertur una cum Gargilii Martialis medicina. Nunc primum edita. Teubner, Leipzig 1875 (Digitalisat).
- Plinii Secundi Junioris qui feruntur de medicina libri tres. Hrsg. von Alf Önnerfors, Berlin 1964 (= Corpus medicorum Latinorum. Band 3).
- Hans Gertler: Der Text der Medicina Plinii in deutscher Übersetzung nach der Neu-Edition Önnerfors 1964 in: Über die Bedeutung der „Medicina Plinii Secundi Junioris“, Habilitationsschrift Erfurt 1966.
- Kai Brodersen: Plinius’ Kleine Reiseapotheke (Medicina Plinii, lateinisch und deutsch), Franz-Steiner-Verlag, Stuttgart, 2015. ISBN 978-3-515-11026-6